# Federico Boido
Federico Boido (Novi Ligure, 8 gennaio 1938 – Roma, 20 agosto 2014) è stato un attore e artista italiano, noto anche con il nome d'arte di Rick Boyd.

## Biografia
Nel 1957 intraprese la carriera di attore cinematografico, recitando in diversi film horror, spaghetti western e peplum. Lavorò in oltre cinquanta pellicole, tra cui Roy Colt & Winchester Jack, Terrore nello spazio e Diabolik diretti da Mario Bava, Tre passi nel delirio e Indio Black, sai che ti dico: sei un gran figlio di.... Apparve inoltre in diversi film della serie cinematografica Sartana e lavorò al fianco di numerosi attori del cinema italiano e internazionale.
Appassionato di poesia, scrisse e pubblicò numerose opere. Dal 1974 al 1983 dipinse come da studi numerose miniature su lastre di rame in piazza Navona, dove condivise la sua arte con importanti artisti e pittori romani come Paolo Salvati.
Morì a Roma il 20 agosto 2014 all'età di 76 anni.

## Filmografia parziale
- Mondo balordo, regia di Roberto Bianchi Montero e Albert T. Viola (1964)
- Sansone e il tesoro degli Incas, regia di Piero Pierotti (1964)
- La guerra segreta (The Dirty Game), regia di Christian-Jaque, Werner Klingler, Carlo Lizzani e Terence Young (1965)
- Il vendicatore dei Mayas, regia di Guido Malatesta (1965)
- Djurado, regia di Giovanni Narzisi (1966)
- 7 winchester per un massacro, regia di Enzo G. Castellari (1967)
- Bill il taciturno (1967), regia di Massimo Pupillo
- Cjamango, regia di Edoardo Mulargia (1967)
- Faccia a faccia, regia di Sergio Sollima (1967)
- Corri uomo corri, regia di Sergio Sollima (1968)
- Ognuno per sé, regia di Giorgio Capitani (1968)
- I quattro dell'Ave Maria, regia di Giuseppe Colizzi (1968)
- ...e per tetto un cielo di stelle, regia di Giulio Petroni (1968)
- Diabolik, regia di Mario Bava (1968)
- Toby Dammit, episodio di Tre passi nel delirio (Histoires extraordinaires), regia di Federico Fellini (1968)
- Sono Sartana, il vostro becchino, regia di Giuliano Carnimeo (1969)
- I diavoli della guerra, regia di Bitto Albertini (1969)
- C'è Sartana... vendi la pistola e comprati la bara!, regia di Giuliano Carnimeo (1970)
- Buon funerale amigos!... paga Sartana, regia di Giuliano Carnimeo (1970)
- L'oro dei Bravados, regia di Giancarlo Romitelli (1970)
- Sartana nella valle degli avvoltoi, regia di Roberto Mauri (1970)
- Roy Colt & Winchester Jack, regia di Mario Bava (1970)
- Rangers attacco ora X, regia di Roberto Bianchi Montero (1970)
- Testa t'ammazzo, croce... sei morto - Mi chiamano Alleluja, regia di Giuliano Carnimeo (1971)
- Gli fumavano le Colt... lo chiamavano Camposanto, regia di Giuliano Carnimeo (1971)
- Acquasanta Joe, regia di Mario Gariazzo (1971)
- Quel maledetto giorno della resa dei conti, regia di Sergio Garrone (1971)
- Lo chiamavano King..., regia di Giancarlo Romitelli (1971)
- Uomo avvisato mezzo ammazzato... parola di Spirito Santo, regia di Giuliano Carnimeo (1972)
- Partirono preti, tornarono... curati, regia di Bianco Manini (1973)
- Il mio nome è Shangai Joe, regia di Mario Caiano (1973)
- Canterbury n° 2 - Nuove storie d'amore del '300, regia di Joe D'Amato (1973)
- Che botte ragazzi!, regia di Bitto Albertini (1975)
- No alla violenza, regia di Tano Cimarosa (1977)
- Joan Lui - Ma un giorno nel paese arrivo io di lunedì, regia di Adriano Celentano (1985)